# Szalatnayové
Szalatnayové z Nagy Szalatna jsou starý, původem hornouherský šlechtický rod, jehož hlavní rodová větev se koncem 18. století naturalizovala v Čechách. Členové rodu byli významní duchovním působením v evangelické církvi, v hospodářském podnikání a také v pedagogickém působení.

## Historie
Původně to byl hornouherský zemanský rod. Během třicetileté války byli Kašpar a Tomáš Szalatnayové v roce 1639 císařem Ferdinandem III. povýšeni za zásluhy o vlast a krále do šlechtického stavu, a to diplomem vydaným v Praze s predikátem de Nagy Szalatna (tj. v češtině ze Zvolenské Slatiny). Dědičné šlechtictví jim bylo rovněž potvrzeno r. 1693 císařem Leopoldem I. ve Vídni. Rodina již dříve byla stavu šlechtického pod jménem Sztakó jinak Szalatnakó.[ujasnit]
V Bratislavě a ve Vídni se s rodinou Szalatnayů spřátelil František Palacký, vděčil jim za své uvedení do vyšší společnosti.[zdroj?]

## Čechy
V závěru 18. století roku 1784 přišel rod do Čech v osobě evangelického kazatele Jana II. Szalatnaye (1758–1827) z Miškolce, který se oženil s Kateřinou Furthiny a byl zvolen knězem v Moravči u Pelhřimova, kde postavil evangelický kostel, faru a založil hřbitov. Založil českou rodovou větev: měl deset dětí, z nich  tři do dospělosti přeživší syny: Jana III. Pavla (* 1790), Josefa (* 1793) a Gersona (* 1795).
Jan III. Pavel a jeho starší syn Justus Emanuel roku 1869 založili ve Velimi Továrnu na kávové náhražky, cukrovinky a čokoládu. Justa Emanuela vystřídal brzy ve vedení továrny jeho mladší bratr Josef Gustav Adolf.  Jan Pavel byl ještě ředitelem cukrovaru v Ovčárech.
Potomstvo druhého Janova syna Josefa (1795–1836)[ujasnit] žilo vesměs mimo české země. Gerson (1790–1854)[ujasnit] měl syna Justa (1834–1915), který působil jako evangelický pastor v Černilově, byl literárně činný a měl četné potomstvo. V Praze jeho rodinu portrétoval Karel Purkyně. 
Justus měl četné potomstvo, ze synů vynikli evangelický farář Viktor (1866–1941) v Kutné Hoře, Hugo (1870–1925) byl fořtem ve Světlé nad Sázavou, a Richard (* 1875) ředitelem statku v Chudenicích. 
Benjamin Szalatnay kolem roku 1900 vlastnil například Slavín u Liběchova.

## Významní členové rodu
- Ján II. Szalatnay (1758–1827) – evangelický duchovní a zakladatel české větve rodu
- Jan Pavel Szalatnay (1793–1877) – ředitel cukrovaru a spoluzakladatel čokoládovny ve Velimi
- Justus Emanuel Szalatnay (1834–1910) – superintendent evangelické církve h.v. a spoluzakladatel čokoládovny ve Velimi
- Justus Szalatnay (1834–1915) – farář evangelické církve v Černilově u Hradce Králové
- Benjamin Szalatnay–Stachó (1886–?) – diplomat
- Ing. Dr. Hugo Szalatnay (1870–1915) – profesor ČVUT a Vysoké školy zemědělsko-lesnické
- Marie Lydia Szalatnay (1826–1888) – učitelka v evangelické škole v Ochranově